# آبشار کامیانکا
آبشار کامیانکا (به اوکراینی: Кам'янецький водоспад) آبشاری است با ارتفاع ۷ متر در پارک ملی اسکول بسکیدس که در استان لووف اوکراین واقع شده‌است.